# Correnteza

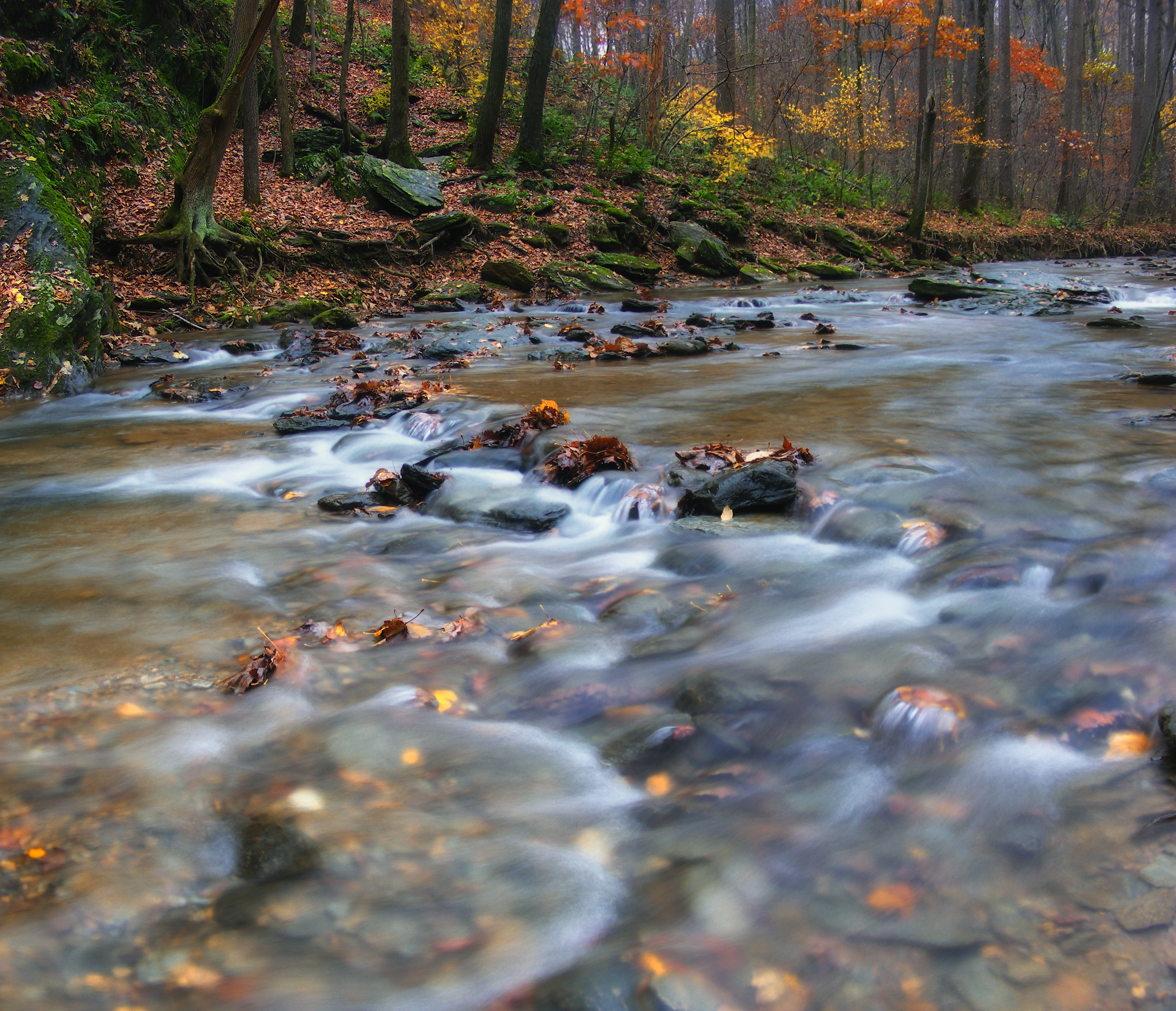
Correnteza em córrego, na Pensilvânia, EUA.

A correnteza de um curso de água é o trecho em que a sua corrente vai mais rápida  (acima do fluxo médio), geralmente formando ondulações e pequenas ondas, e ocorre usualmente em um terreno raso e acidentado.
Muitas vezes, consiste em um leito rochoso de cascalho e de seixos ou de outras pequenas pedras. Esta parte do curso de água é um importante hábitat  para a pequena biota aquática, como pitus ou pequenos peixes.